# Площа Незалежності (Астана)
Площа Незалежності (каз. Тәуелсіздік алаңы), яку також називають Казахською площею Елі, — головна площа в столиці Казахстану Астані.
Вона була створена у жовтні 2009 р.  У вересні 2015 року площа перетворилася на історичне місце на честь 550-річчя Казахського ханства .  Загалом на площі проводяться паради до Дня захисника Вітчизни та Дня Конституції. В 2015 році Прапор Перемоги був доставлений в Астану для проходження через Майдан Незалежності особовим складом президентського полку Ейбина під час параду до Дня захисника Вітчизни / Дня Перемоги 7 травня.  На площі також проводяться науризькі заходи. 

## Орієнтири
- Палац миру та примирення
- Казахський монумент Елі
- Палац творчості Шабит
- Мечеть Хазрет Султан
- Палац Незалежності
- Національний музей Республіки Казахстан [5]

## Галерея

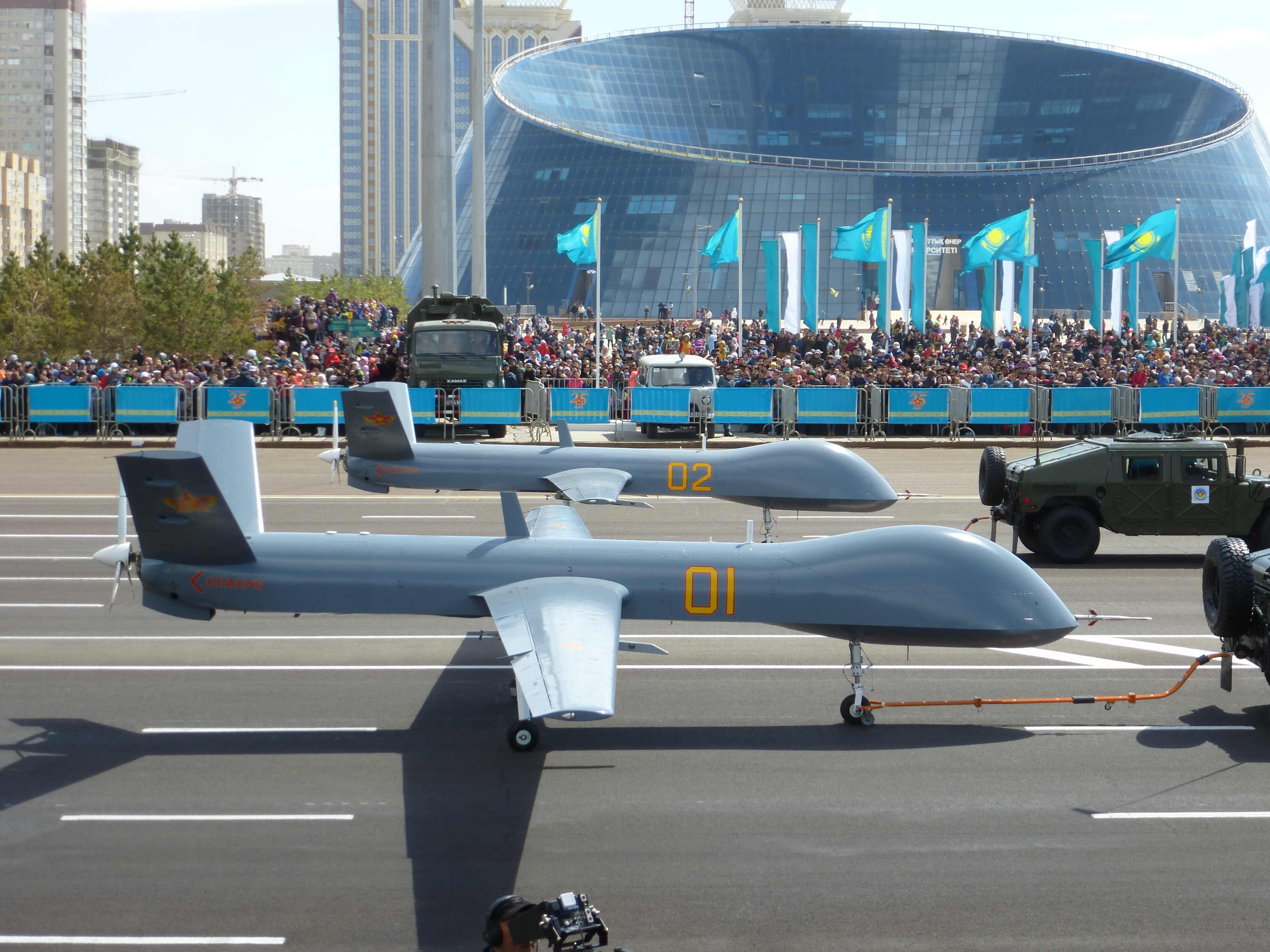
Військово-повітряні сили CAIG Wing Loong під час  Дня захисника Вітчизни на параді на Майдані Незалежності у Астані
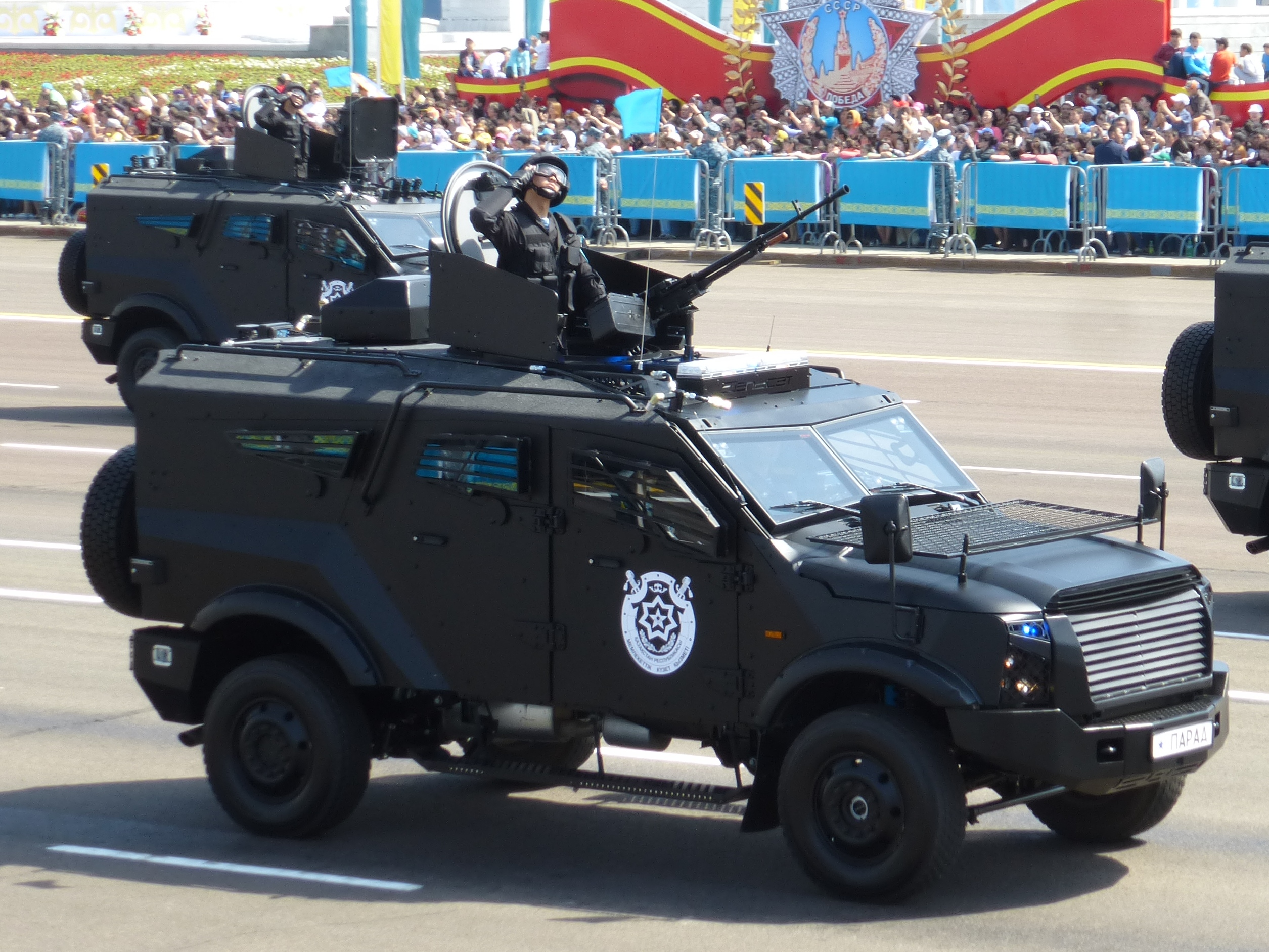
Військові машини на площі під час параду у 2015 році
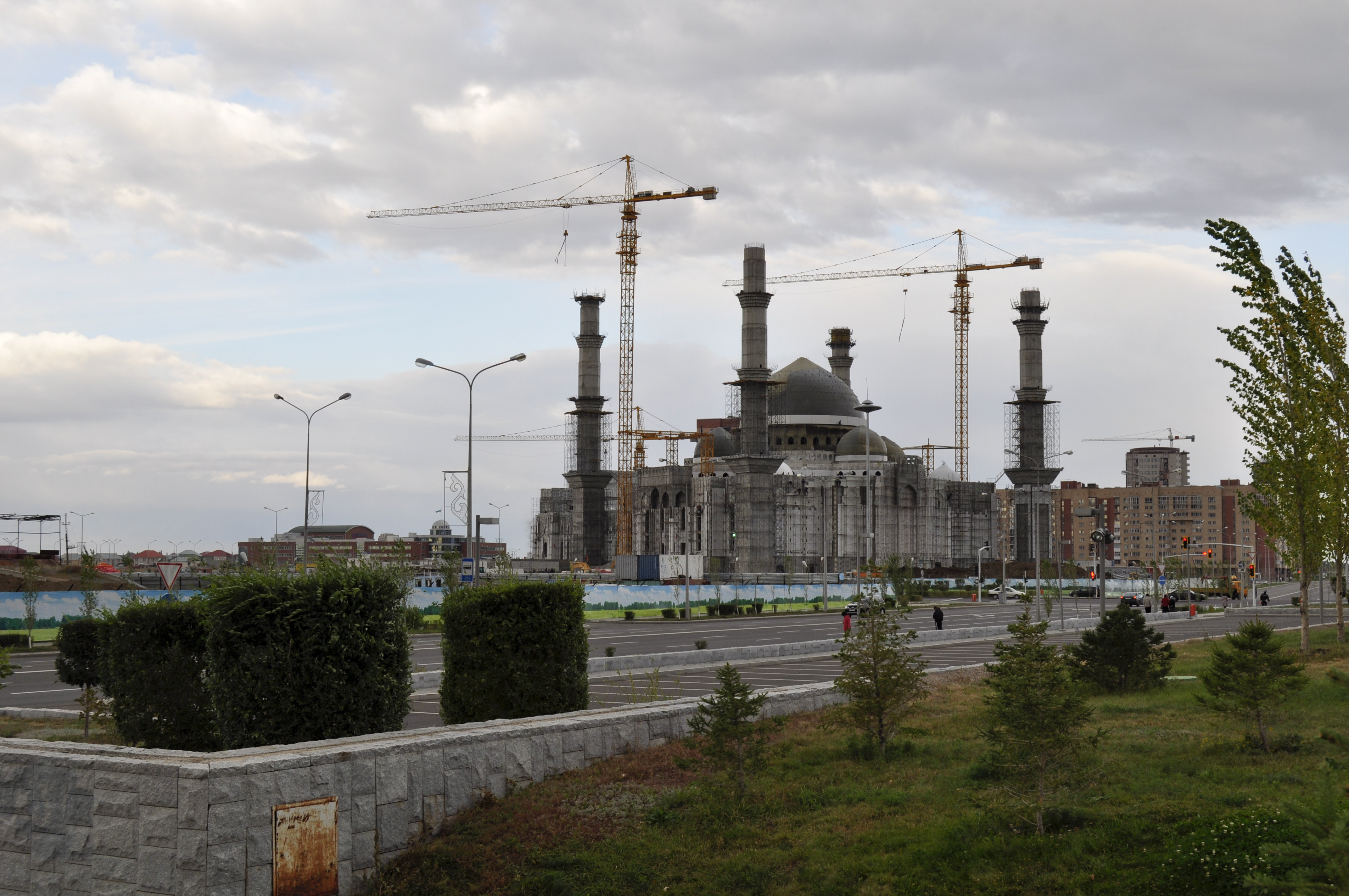
Мечеть султана Хазрат
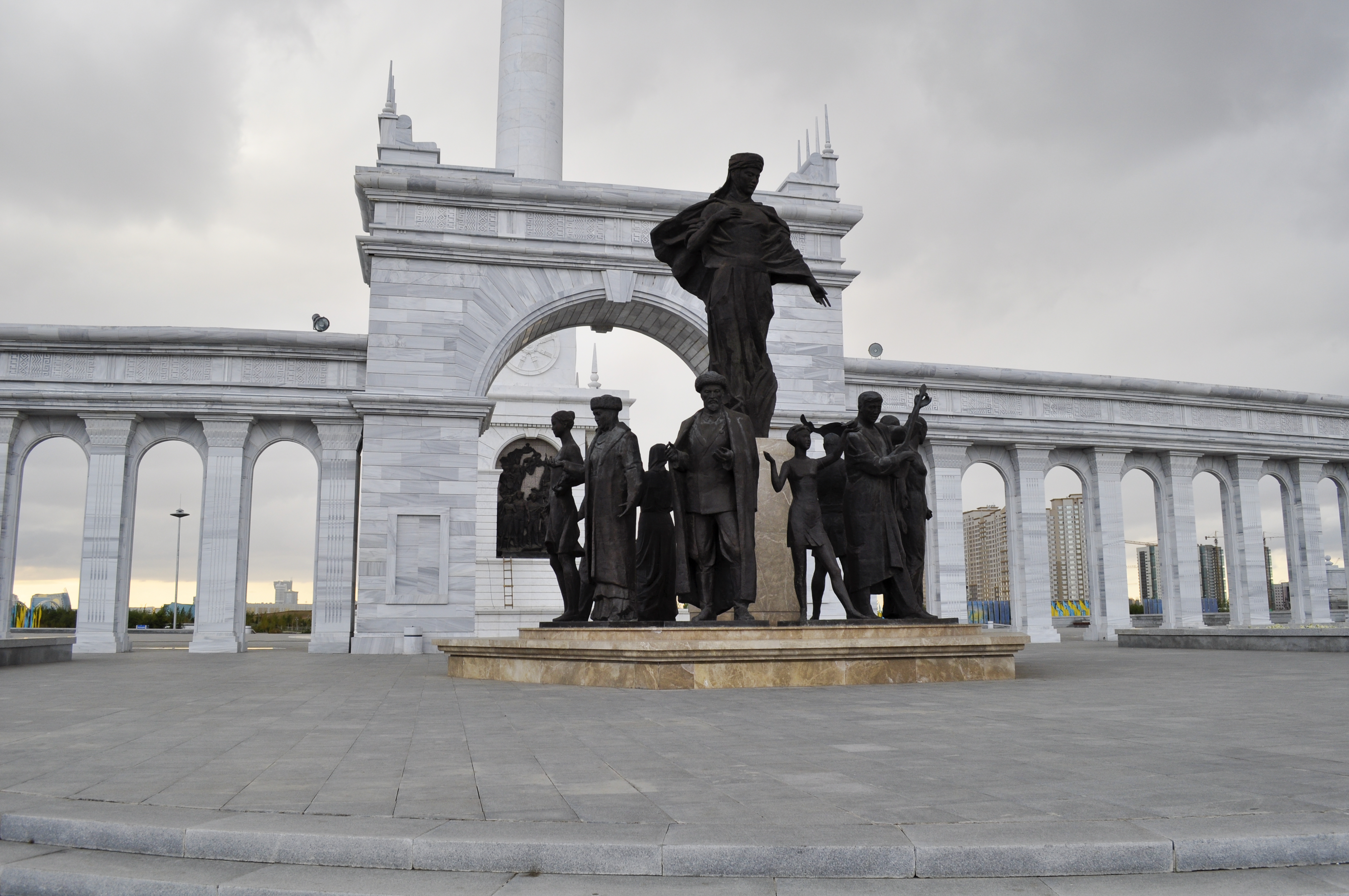